# Janakpur (Zone)
Janakpur (Nepali जनकपुर अञ्चल Janakpur Anchal) war eine der 14 ehemaligen Verwaltungszonen in Nepal, benannt nach der größten Stadt. Verwaltungssitz war Janakpur.
Die Zone lag in der damaligen Entwicklungsregion Mitte und erstreckte sich von der indischen Grenze bis zum tibetischen Hochland hinter der chinesischen Grenze.
Janakpur bestand aus 6 Distrikten:
- Dhanusha
- Dolakha
- Mahottari
- Ramechhap
- Sarlahi
- Sindhuli

Durch die Verfassung vom 20. September 2015 und die daraus resultierende Neugliederung Nepals in Provinzen wurden die Distrikte diese Zone aufgeteilt und den neugeschaffenen Provinzen Nr. 2 und Bagmati zugeordnet.